# 38 Samodzielna Brygada Kolejowa
38 Samodzielna Brygada Kolejowa, ros.: 38-я отдельная железнодорожная бригада – samodzielny związek taktyczny Sił Zbrojnych Federacji Rosyjskiej, służący w Wojskach Lądowych Federacji Rosyjskiej.
Siedzibą dowództwa i sztabu brygady jest Wołogda.